# 郭靜然
郭靜然（1991年1月17日—），生於香港，前香港女子田徑運動員，曾是香港隊田徑代表兼有「田徑之花」美譽，丈夫正是香港男子田徑運動員徐志豪，為註冊營養師，現時擔任香港超級聯賽球隊佳聯元朗球隊經理，亦是經民聯社區發展主任（前新民黨成員）。

## 生平
郭靜然生於香港，自幼在元朗長大，小學就讀元朗官立小學，當時在區際田徑賽中的優秀表現，被本地田徑精英搖籃的屈臣氏田徑會看中，繼而入選港青，2007年暑假，一班田徑愛好者在網上討論區，發起了一個名為「第一屆香港田花選舉」，結果郭靜然以57票大熱當選，其後透過屈臣氏田徑會的協助下，得以成功入讀名校拔萃女書院，及後往澳洲蒙納許大學升讀大學，主修營養學，2014年在澳洲完成大學學位後，回港後曾任職公立醫院營養師，在父親兼影響下，更不時入場支持元朗。2016年7月16日，九巴元朗宣佈郭靜然正式出任球隊主席，成目前港超球會最年輕主席，亦是成為陳瑤琴、梁芷珊之後第三位女足主，目前主要負責與贊助商聯繫及籌組球迷會，而其未婚夫徐志豪亦會出任九巴元朗體能顧問。
2019年香港區議會選舉，郭靜然以獨立身份報名參選頌栢選區。

## 家庭生活
於2016年初，香港男子田徑運動員兼「百米飛人」徐志豪向郭靜然求婚成功，婚宴將於2017年3月19日在元朗筵開60席。

## 個人榮譽
- 香港排名400米欄青年組第1、成年組第2
- 香港排名100米欄成年組第5
- 全國青少年田徑錦標賽4x400米季軍
- 屈臣氏田徑會女子歷史十傑